# Cyrtopodion brevipes
Cyrtopodion brevipes е вид влечуго от семейство Геконови (Gekkonidae). Видът не е застрашен от изчезване.

## Разпространение и местообитание
Разпространен е в Иран.
Обитава места с песъчлива и суха почва.

## Описание
Популацията на вида е стабилна.